# Lepturges itu
Lepturges itu är en skalbaggsart som beskrevs av Monné 1976. Lepturges itu ingår i släktet Lepturges och familjen långhorningar. Inga underarter finns listade i Catalogue of Life.